# Berthold Stokvis
Berthold Barend Stokvis (* 24. März 1906; † 8. September 1963) war ein niederländischer Spezialist für Psychosomatik und Hypnose.

## Biografie
Stokvis promovierte 1937 an der Universität Leiden, wo er danach als Professor tätig wurde. Er war Leiter der Psychosomatischen Zentrale derselben Universität und gründete die Zeitschrift Acta Psychotherapeutica et Psychosomatica.